# La resurrezione di Roma
La resurrezione di Roma (The Resurrection of Rome) è un saggio dello scrittore inglese Gilbert Keith Chesterton, pubblicato nel 1930. 

## Genesi e contenuti
Chesterton andò a Roma nel 1929 per la beatificazione dei martiri inglesi. Si fermò in città per vari mesi e fu ricevuto sia dal papa Pio IX sia da Mussolini. La resurrezione di Roma racconta le impressioni di questo viaggio, mescolando alcuni episodi vissuti da Chesterton con i suoi ragionamenti sulla storia, l'arte, la religione, la politica, la società. Mostra come singoli episodi storici poco conosciuti e apparentemente poco importanti abbiano poi avuto nei secoli effetti vistosi sull'intero occidente. Ai suoi occhi, Roma si presenta come una città che «risorge», dotata d'una vita speciale.

## Edizioni italiane
Lista non esaustiva.
- Gilbert Keith Chesterton, La Resurrezione di Roma, collana Le guglie, traduzione di Iride Ballini, prefazione di «F. B.», Istituto Propaganda Libraria, 1950.
- Gilbert Keith Chesterton, La resurrezione di Roma, a cura di Roberto Brunelli, traduzione di Umberta Mesina, prefazione di Marco Sermarini, San Benedetto del Tronto, Guerrino Leardini - Centro Missionario Francescano - Società Chestertoniana Italiana, 2025, ISBN 978-88-98064-96-0.